# ФК «Сокол» Саратов в сезоне 2023/2024
Сезон 2023/2024 годов стал для ФК «Сокол» 32-м в его истории выступлений в чемпионате России по футболу.

## Команда 2023/2024

### Состав команды
- Список игроков, основного состава футбольного клуба «Сокол» Саратов в сезоне 2023/2024 годов[1][2][3][4][5][6].

| №             | Игрок               | Гражданство   | Дата рождения    | Чемпионат России | Чемпионат России | Чемпионат России | Кубок России | Кубок России | Кубок России | Всего   | Всего   | Всего   |
| №             | Игрок               | Гражданство   | Дата рождения    | Игры             | Голы             | ЖК/КК            | Игры         | Голы         | ЖК/КК        | Игры    | Голы    | ЖК/КК   |
| Вратари       | Вратари             | Вратари       | Вратари          | Вратари          | Вратари          | Вратари          | Вратари      | Вратари      | Вратари      | Вратари | Вратари | Вратари |
| ------------- | ------------------- | ------------- | ---------------- | ---------------- | ---------------- | ---------------- | ------------ | ------------ | ------------ | ------- | ------- | ------- |
| 16            | Артём Фёдоров       | Флаг России   | 16 декабря 1984  | 6                | -17              | —                | 1            | -1           | —            | 7       | -18     | —       |
| 35            | Пётр Косаревский    | Флаг России   | 11 мая 1999      | 30               | -36              | 2/1              | —            | —            | —            | 30      | -36     | 2/1     |
| Защитники     |                     |               |                  |                  |                  |                  |              |              |              |         |         |         |
| 3             | Заурбек Плиев       | Флаг России   | 27 сентября 1991 | 12               | —                | 2/1              | —            | —            | —            | 12      | —       | 2/1     |
| 5             | Максим Караев       | Флаг России   | 24 января 2002   | 17               | —                | 2                | 1            | —            | 1            | 18      | —       | 3       |
| 8             | Аслан Дудиев        | Флаг России   | 15 июня 1990     | 11               | —                | 1                | —            | —            | —            | 11      | —       | 1       |
| 17            | Давид Озманов       | Флаг России   | 31 января 1995   | 3                | —                | —                | 1            | —            | —            | 4       | —       | —       |
| 23            | Астемир Абазов      | Флаг России   | 8 декабря 1996   | 25               | —                | 1                | —            | —            | —            | 25      | —       | 1       |
| 25            | Никита Маньков      | Флаг России   | 20 июня 2000     | 7                | —                | —                | 1            | —            | —            | 8       | —       | —       |
| 27            | Артём Молодцов      | Флаг России   | 8 октября 1990   | 32               | 2                | 3                | —            | —            | —            | 32      | 2       | 3       |
| 44            | Илья Сериков        | Флаг России   | 4 марта 1995     | 31               | —                | 2                | —            | —            | —            | 31      | —       | 2       |
| 65            | Николай Толстопятов | Флаг России   | 12 мая 2002      | 5                | —                | —                | —            | —            | —            | 5       | —       | —       |
| 66            | Ян Гудков           | Флаг России   | 5 марта 2002     | 26               | —                | 6                | 1            | —            | —            | 27      | —       | 6       |
| 99            | Андрей Евдокимов    | Флаг России   | 9 марта 1999     | 19               | 1                | —                | 1            | —            | 1            | 20      | 1       | 1       |
| Полузащитники |                     |               |                  |                  |                  |                  |              |              |              |         |         |         |
| 5             | Амир Батырев        | Флаг России   | 11 марта 2002    | 8                | —                | 2                | —            | —            | —            | 8       | —       | 2       |
| 7             | Владислав Самко     | Флаг России   | 3 января 2002    | 13               | 1                | —                | —            | —            | —            | 13      | 1       | —       |
| 11            | Владлен Бабаев      | Флаг России   | 16 октября 1996  | 34               | 4                | —                | —            | —            | —            | 34      | 4       | —       |
| 19            | Владимир Азаров     | Флаг России   | 19 марта 1994    | 12               | 1                | 2                | —            | —            | —            | 12      | 1       | 2       |
| 21            | Никита Козловский   | Флаг России   | 11 мая 1997      | 29               | 2                | —                | 1            | —            | —            | 30      | 2       | —       |
| 24            | Михаил Мальцев      | Флаг России   | 14 февраля 2001  | 32               | 4                | 4                | 1            | —            | —            | 33      | 4       | 4       |
| 28            | Павел Забелин       | Флаг Беларуси | 30 июня 1995     | 14               | —                | 3                | —            | —            | —            | 14      | —       | 3       |
| 29            | Дмитрий Вебер       | Флаг России   | 3 апреля 2003    | 1                | —                | —                | —            | —            | —            | 1       | —       | —       |
| 52            | Игорь Леонтьев      | Флаг России   | 18 марта 1994    | 16               | —                | 1                | —            | —            | —            | 16      | —       | 1       |
| 63            | Данил Казанцев      | Флаг России   | 5 января 2001    | 18               | —                | 1/1              | 1            | —            | —            | 19      | —       | 1/1     |
| 77            | Дмитрий Сасин       | Флаг России   | 21 августа 1996  | 32               | 3                | 5                | —            | —            | —            | 32      | 3       | 5       |
| 89            | Дмитрий Югалдин     | Флаг России   | 9 августа 2002   | 17               | —                | 4                | 1            | —            | —            | 18      | —       | 4       |
| Нападающие    |                     |               |                  |                  |                  |                  |              |              |              |         |         |         |
| 7             | Игорь Турсунов      | Флаг России   | 16 марта 1998    | 13               | 1                | 1                | 1            | —            | —            | 14      | 1       | 1       |
| 10            | Владислав Морозов   | Флаг России   | 30 июля 2001     | 27               | 5                | 4                | 1            | —            | —            | 28      | 5       | 4       |
| 33            | Данила Ежков        | Флаг России   | 7 августа 2001   | 20               | 3                | 3                | 1            | 1            | —            | 21      | 4       | 3       |
| 55            | Артём Максименко    | Флаг России   | 27 мая 1998      | 14               | 4                | —                | —            | —            | —            | 14      | 4       | —       |
| 56            | Матвей Ивахнов      | Флаг России   | 21 июля 2003     | 9                | —                | —                | —            | —            | —            | 9       | —       | —       |

## Первая лига 2023/2024
Основная статья: Первая лига России по футболу 2023/2024

### Результаты матчей
| 16 июля 2023 1-й тур | Родина                                                                | 4:0 (2:0) | Сокол | Москва                                |
| 5:00 PM | Гордюшенко 30′ · Тимошенко 33′ 81′ · Калмыков 45+' · Куль 90+′ (пен.) | [ 37 ]    |       | Стадион: «Сапсан Арена» Зрителей: 837 |
| Родина: Айдаров, Безчаснюк, Плиев, Клещенко, Воропаев, Уэсли Натан (Камышёв, 65), Фищенко, Колесниченко (Куль, 58), Гордюшенко (Данилин, 84), Тимошенко (Дмитриев, 84), Калмыков (Андреев, 58) Сокол: Фёдоров, Молодцов, Евдокимов (Караев, 84), Абазов, Гудков (Маньков, 65), Козловский (Югалдин, 46), Бабаев, Казанцев, Сасин, Ежков (Морозов, 34), Турсунов (Вебер, 65) |                                                                       |           |       |                                       |

| 23 июля 2023 2-й тур | Сокол                                                           | 3:2 (2:1) | Шинник                                                 | Саратов                             |
| 5:00 PM | Евдокимов 6′ · Казанцев 32' · Турсунов 45+′ (пен.) · Бабаев 87′ | [ 38 ]    | 41′ Самойлов · 45' Котин · 58' Семёнов · 90+′ Самсонов | Стадион: «Локомотив» Зрителей: 3650 |
| Сокол: Фёдоров, Молодцов, Евдокимов, Абазов, Гудков (Караев, 78), Мальцев, Казанцев, Сасин (Югалдин, 76), Турсунов (Козловский, 66), Морозов (Ежков, 66), Бабаев Шинник: Довбня, Семёнов, Гузь, Котин, Шадринцев, Зинков (Гащенков, 62), Самойлов, Малахов (Малыхин, 62), Самсонов, Соколов, Рубцов (Низамутдинов, 76) |                                                                 |           |                                                        |                                     |

| 29 июля 2023 3-й тур | Сокол                                | 1:0 (0:0) | СКА-Хабаровск                          | Саратов                             |
| 5:00 PM | Бабаев 57′ · Гудков 75' · Сасин 90+' | [ 39 ]    | 57' Бавин · 87' А. Никитин · 89' Бегун | Стадион: «Локомотив» Зрителей: 3450 |
| Сокол: Косаревский, Молодцов, Евдокимов (Озманов, 90+), Абазов, Гудков, Мальцев, Казанцев (Сериков, 73), Козловский (Югалдин, 73), Сасин, Ежков, Бабаев (Маньков, 87) СКА-Хабаровск: Сугробов, Покидышев, Кожемякин, Рукас, Бегун, Петров (Савинов, 63), Бавин (Григорьев, 79), Симонян, Шарль (Алиев, 63), А. Никитин, К. Никитин |                                      |           |                                        |                                     |

| 5 августа 2023 4-й тур | Торпедо (Москва)                          | 0:1 (0:0) | Сокол                                  | Москва                                |
| 5:00 PM | Манелов 60' · Калугин 83' · Гонгадзе 90+' | [ 40 ]    | 31' Молодцов · 74′ Морозов · 80' Ежков | Стадион: БСА «Лужники» Зрителей: 2601 |
| Торпедо (Москва): Бабурин, Юзепчук, Калугин, Бородин, Шевченко, Москвичев (Орехов, 61), Чурич, Червяков (Усанов, 81), Манелов (Шамкин, 89), Горбунов (Лебеденко, 61), Гонгадзе Сокол: Косаревский, Молодцов, Евдокимов, Абазов, Гудков, Козловский, Мальцев (Морозов, 67), Казанцев (Сериков, 60), Сасин (Югалдин, 67), Бабаев, Ежков (Маньков, 90+) |                                           |           |                                        |                                       |

| 12 августа 2023 5-й тур | Кубань                    | 0:0 (0:0) | Сокол                   | Краснодар                        |
| 5:30 PM | Темников 45' · Кенфак 56' | [ 41 ]    | 12' Сасин · 67' Югалдин | Стадион: «Кубань» Зрителей: 2241 |
| Кубань: Нестеренко, Темников, Веденеев, Осипов, Фаттахов, Безденежных (Чуперка, 46), Махатадзе, Левин (Мосейчук, 46. Муталиев, 63), Лаук, Абдоков, Гурфов (Кенфак, 46) Сокол: Косаревский, Молодцов, Евдокимов, Абазов, Гудков (Караев, 70), Мальцев, Сериков (Леонтьев, 84), Козловский, Сасин (Югалдин, 61), Бабаев (Морозов, 70), Ежков |                           |           |                         |                                  |

| 19 августа 2023 6-й тур | Сокол                                                 | 1:0 (1:0) | Химки          | Саратов                             |
| 4:30 PM | Молодцов 45+′ · Сасин 74' · Мальцев 80' · Гудков 90+' | [ 42 ]    | 90+' Голубович | Стадион: «Локомотив» Зрителей: 6100 |
| Сокол: Косаревский, Молодцов, Евдокимов, Абазов, Гудков, Мальцев (Казанцев, 87), Сериков, Козловский (Караев, 87), Югалдин (Сасин, 60), Бабаев (Леонтьев, 76), Морозов (Ежков, 60) Химки: Обухов, Голубович, Волков, Варатынов, Степанов (Терехов, 79), Нетфуллин, Магомедов (Хосонов, 46), Исаенко, Берковский (Садыгов, 79), Кулишев (Панченко, 46), Руденко (Архипов, 46) |                                                       |           |                |                                     |

| 26 августа 2023 7-й тур | Сокол                                    | 0:1 (0:0) | Ленинградец                | Саратов                             |
| 4:30 PM | Сериков 48' · Мальцев 65' · Молодцов 67' | [ 43 ]    | 65′ Бачинский · 84' Хитяев | Стадион: «Локомотив» Зрителей: 5500 |
| Сокол: Косаревский, Молодцов, Евдокимов, Абазов, Гудков, Бабаев (Леонтьев, 74), Сериков (Казанцев, 78), Козловский (Сасин, 61), Югалдин (Караев, 74), Морозов (Мальцев, 61), Ежков Ленинградец: Смирнов, Николаев, Микушин, Костин, Каптилов, Горулев (Кудрявцев, 85), Казаков, РОзманов, Хитяев, Бачинский (Яковлев, 85), Сиротов (Маркин, 78) |                                          |           |                            |                                     |

| 2 сентября 2023 8-й тур | Волгарь            | 1:2 (0:1) | Сокол                                 | Астрахань                             |
| 4:00 PM | Кленкин 57′ (пен.) | [ 44 ]    | 42′ Сасин · 71′ Бабаев · 90+' Югалдин | Стадион: «Центральный» Зрителей: 1983 |
| Волгарь: Одоевский, Гилязетдинов, Хомуха, Зуев, Шакуро, Анисимов (Смирнов, 67), Ткачук (Лесников, 79), Кленкин, Атабаев (Ушатов, 46), Полубояринов (Косарев, 46), Пушкарев (Мартовой, 46) Сокол: Косаревский, Молодцов, Евдокимов, Абазов, Гудков, Мальцев, Сериков (Леонтьев, 83), Сасин (Караев, 86), Козловский (Югалдин, 63), Бабаев (Казанцев, 83), Ежков (Морозов, 63) |                    |           |                                       |                                       |

| 9 сентября 2023 9-й тур | Сокол                                   | 1:1 (1:0) | КАМАЗ                                     | Саратов                             |
| 3:00 PM | Морозов 18′ · Югалдин 71' · Гудков 90+' | [ 45 ]    | 45+' Горелов · 68′ Таликин · 90+' Пальцев | Стадион: «Локомотив» Зрителей: 3450 |
| Сокол: Косаревский, Молодцов, Евдокимов, Абазов, Гудков, Мальцев (Леонтьев, 84), Сериков, Козловский (Югалдин, 70), Сасин (Караев, 70), Бабаев (Казанцев, 61), Морозов (Ежков, 61) КАМАЗ: Анисимов, Абрамов, Пальцев, Ратников, Почивалин (Аюкин, 67), Защепкин (Кириллов, 46), Фартуна (Таликин, 67), Горелов, Бадртдинов, Гаглоев, Укомский (Щербатюк, 75) |                                         |           |                                           |                                     |

| 17 сентября 2023 10-й тур | Черноморец                                                              | 5:3 (4:1) | Сокол                                       | Новороссийск                          |
| 4:00 PM | Руденко 13′ 17′ · Антонов 20′ 38′ (пен.) · Гречкин 24' · Магомедов 90+′ | [ 46 ]    | 18′ 48′ Морозов · 56' Морозов · 69′ Мальцев | Стадион: «Центральный» Зрителей: 7700 |
| Черноморец: Фролкин, Гараев, Фомин, Гречкин, Маклаков, Климов, Саадуев (Кумбурович, 53), Коробов (Магомедов, 74), Гурченко, Антонов, Руденко (Делькин, 74) Сокол: Косаревский, Молодцов, Сериков, Абазов, Гудков (Караев, 61), Сасин (Ежков, 61), Казанцев (Евдокимов, 46), Леонтьев, Мальцев (Козловский, 82), Бабаев, Морозов (Турсунов, 82) |                                                                         |           |                                             |                                       |

| 23 сентября 2023 11-й тур | Динамо (Махачкала)                                   | 2:0 (1:0) | Сокол        | Каспийск                             |
| 3:00 PM | Волк 18' · Алибеков 36′ · Глушков 63' · Костюков 74′ | [ 47 ]    | 62' Леонтьев | Стадион: «Анжи-Арена» Зрителей: 9500 |
| Динамо (Махачкала): Волк, Кагермазов (Сундуков, 70), Ковачевич, Алибеков, Шумахов (Сандрачук, 88), Храмцов, Абдуллахи, Юсупов, Глушков (Лисакович, 79), Касинтура (Смит, 88), Сердеров (Костюков, 46) Сокол: Косаревский, Молодцов, Сериков, Евдокимов, Абазов, Караев, Леонтьев (Казанцев, 63), Сасин (Козловский, 73), Мальцев (Югалдин, 73), Бабаев (Ежков, 63), Морозов (Турсунов, 76) |                                                      |           |              |                                      |

| 2 октября 2023 12-й тур | Сокол                                  | 0:0 (0:0) | Алания                                  | Саратов                             |
| 6:00 PM | Гудков 15' · Морозов 45+' · Караев 87' | [ 48 ]    | 45+' Плиев · 86' Шавлохов · 90+' Багаев | Стадион: «Локомотив» Зрителей: 6300 |
| Сокол: Косаревский, Молодцов (Маньков, 88), Сериков, Евдокимов, Абазов, Гудков (Караев, 68), Леонтьев, Сасин, Мальцев (Казанцев, 74), Бабаев (Ежков, 68), Морозов (Турсунов, 74) Алания: Солдатенко, Хабалов, Сухорученко, Плиев, Шавлохов (Качмазов, 90+), Засеев (Багаев, 81), Кротов, Чочиев (Гурциев, 69), Гиоргобиани, Машуков, Царукян (Мельников, 90+) |                                        |           |                                         |                                     |

| 8 октября 2023 13-й тур | Арсенал                                 | 3:0 (3:0) | Сокол                   | Тула                              |
| 4:00 PM | Окоронкво 8′ 24′ (пен.) 28′ · Левин 81' | [ 49 ]    | 44' Караев · 90+' Ежков | Стадион: «Арсенал» Зрителей: 1758 |
| Арсенал: Кокарев, Коротков, Ботака-Иобома (Денисов, 72), Нижегородов, Попов, Кайнов, Левин (Ндука, 87), Макаров, Ткачев (Туре, 62), Гелоян (Хабибов, 87), Окоронкво (Барков, 62) Сокол: Косаревский, Молодцов (Казанцев, 46), Сериков, Евдокимов, Абазов, Караев, Леонтьев, Сасин (Югалдин, 66), Мальцев (Козловский, 60), Бабаев (Турсунов, 46), Морозов (Ежков, 46) |                                         |           |                         |                                   |

| 14 октября 2023 14-й тур | Сокол                                         | 2:2 (2:1) | Нефтехимик                               | Саратов                             |
| 1:00 PM | Молодцов 23′ · Ежков 41′ (пен.) · Югалдин 46' | [ 50 ]    | 44′ Липовой · 63′ Петров · 65' Бердников | Стадион: «Локомотив» Зрителей: 3040 |
| Сокол: Фёдоров, Молодцов, Евдокимов, Сериков, Абазов (Турсунов, 68), Мальцев, Леонтьев (Казанцев, 71), Козловский (Сасин, 61), Югалдин (Караев, 61), Ежков (В.Морозов, 68), Бабаев Нефтехимик: Голубев, Бердников, Шоркин, Зорин, Ситдиков, Денисов, Емельянов (Котов, 46), Липовой (Петров, 46), Галиулин (Джамилов, 46), Кокоев (Першин, 79), Котик (К.Морозов, 86) |                                               |           |                                          |                                     |

| 22 октября 2023 15-й тур | Енисей                                                                   | 5:3 (4:1) | Сокол                                         | Красноярск                                     |
| 9:00 AM | Окладников 13′ 18′ · Масловский 32′ · Ломакин 36′ · Евдокимов 57′ (авт.) | [ 51 ]    | 45+′ 78′ Ежков · 67′ Бабаев · 69' Косаревский | Стадион: «Футбол-Арена «Енисей» Зрителей: 2076 |
| Енисей: Ярусов, Марков (Ужгин, 63), Стежко, Масловский, Крашевский, Ланин (Немченко, 79), Раздорских (Канаплин, 72), Иванов, Ломакин, Глушков (Капустянский, 63), Окладников (Савельев, 63) Сокол: Фёдоров (Косаревский, 46), Молодцов (Озманов, 76), Евдокимов, Сериков, Караев, Козловский (Абазов, 46), Мальцев (Маньков, 76), Казанцев (Леонтьев, 60), Бабаев, Турсунов, Ежков |                                                                          |           |                                               |                                                |

| 28 октября 2023 16-й тур | Сокол     | 0:1 (0:1) | Акрон                                          | Саратов                             |
| 1:00 PM | Ежков 59' | [ 52 ]    | 30' Чудин · 35′ Чудин · 72' Галкин · 74' Понсе | Стадион: «Локомотив» Зрителей: 1420 |
| Сокол: Косаревский, Молодцов, Маньков, Евдокимов, Абазов, Караев (Югалдин, 82), Сериков, Леонтьев (Турсунов, 58), Бабаев (Козловский, 70), Мальцев (Сасин, 70), Ежков Акрон: Волков, Савичев, Данилкин, Анджелкович, Бокоев, Чудин, Азаров (Макаров, 61), Погосов (Песегов, 71), Данилин (Галкин, 71), Эльдарушев (Понсе, 71), Килин |           |           |                                                |                                     |

| 5 ноября 2023 17-й тур | Тюмень                                             | 2:0 (0:0) | Сокол                         | Тюмень                           |
| 9:30 AM | Порохов, 43 (незабит) · Маркелов 64′ · Порохов 82′ | [ 53 ]    | 12' Мальцев · 38' Косаревский | Стадион: «Геолог» Зрителей: 2000 |
| Тюмень: Любаков, Бем, Байтуков, Печенкин, Маркелов, Самойлов (Шадрин, 88), Дружинин (Петров, 77), Шитов, Коротаев (Касаткин, 77), Порохов (Кобялко, 83), Татаринов (Чуканов, 46) Сокол: Косаревский, Молодцов, Маньков (Казанцев, 36), Абазов, Гудков, Сасин (Югалдин, 71), Мальцев, Сериков, Турсунов (Козловский, 46), Бабаев (Фёдоров, 42), Ежков (Морозов, 46) |                                                    |           |                               |                                  |

| 13 ноября 2023 18-й тур | Сокол | 0:3 (0:2) | Арсенал                                                | Саратов                             |
| 4:30 PM |       | [ 54 ]    | 2′ Гелоян · 45+′ Суханов · 54′ Окоронкво · 90+' Барков | Стадион: «Локомотив» Зрителей: 1850 |
| Сокол: Фёдоров, Молодцов (Караев, 78), Сериков, Абазов, Гудков, Мальцев, Казанцев (Леонтьев, 73), Сасин (Козловский, 73), Турсунов (Югалдин, 46), Бабаев (Морозов, 46), Ежков Арсенал: Кокарев, Суханов (Коротков, 78), Ботака-Иобома (Нижегородов, 81), Большаков, Попов, Кайнов, Левин, Макаров (Яковлев, 71), Ткачев (Барков, 71), Гелоян, Окоронкво (Халназаров, 78) |       |           |                                                        |                                     |

| 19 ноября 2023 19-й тур | Нефтехимик | 0:0 (0:0) | Сокол | Нижнекамск                         |
| 3:00 PM |            | [ 55 ]    |       | Стадион: «Локомотив» Зрителей: 185 |
| Нефтехимик: Голубев, Бердников, Шоркин, Зорин, Ситдиков, Галиулин (Петров, 71), К.Морозов, Котов (Джамилов, 46), Емельянов, Липовой (Базелюк, 46), Першин (Кокоев, 46) Сокол: Косаревский, Молодцов, Сериков, Абазов, Гудков (Караев, 83), Мальцев (Ежков, 65), Леонтьев (Казанцев, 33), Козловский (Югалдин, 83), Сасин (Турсунов, 65), Бабаев, В.Морозов |            |           |       |                                    |

| 25 ноября 2023 20-й тур | Сокол                                                          | 1:3 (1:1) | Кубань                                                    | Саратов                            |
| 12:00 PM | Козловский 28′ · Казанцев 43' 83' · Морозов 44' · Турсунов 72' | [ 56 ]    | 44' Шарипов · 45′ 62′ Грузнов · 47′ Шарипов · 50' Байрыев | Стадион: «Локомотив» Зрителей: 940 |
| Сокол: Косаревский, Молодцов, Абазов, Караев, Казанцев, Мальцев, Сасин, Бабаев (Югалдин, 61), Козловский (Турсунов, 61), Ежков (Озманов, 72), Морозов Кубань: Нестеренко, Жилов (Солоп, 90+), Таказов, Байрыев, Смирнов, Шарипов (Бакалюк, 90), Махатадзе, Абдоков (Кертанов, 90), Рейхмен, Левин (Мосейчук, 46), Грузнов (Кенфак, 79) |                                                                |           |                                                           |                                    |

| 2 марта 2024 21-й тур | Сокол                                     | 1:0 (1:0) | Динамо (Махачкала) | Саратов                             |
| 11:30 AM | Максименко 37′ · Забелин 45+' · Плиев 69' | [ 57 ]    |                    | Стадион: «Локомотив» Зрителей: 1360 |
| Сокол: Косаревский, Дудиев, Забелин, Плиев, Гудков, Сериков, Сасин (Мальцев, 76), Самко (Батырев, 63), Азаров (Молодцов, 88), Бабаев (Евдокимов, 88), Максименко (Морозов, 76) Динамо (Махачкала): Волк, Кагермазов (Сандрачук, 83), Ковачевич (Гаджиев, 83), Касимов, Шумахов, Сундуков (Храмцов, 89), Крачковский (Глушков, 83), Юсупов (Р.Магомедов, 59), Зинович, Касинтура, Сердеров |                                           |           |                    |                                     |

| 10 марта 2024 22-й тур | Алания       | 0:0 (0:0) | Сокол | Грозный                              |
| 3:00 PM | Шавлохов 64' | [ 58 ]    |       | Стадион: «Ахмат Арена» Зрителей: 374 |
| Алания: Солдатенко, Бутаев, К.Плиев, Багаев, Шавлохов, Цаллагов, Тарба (Гаглоев, 72), Цараев (Чочиев, 60), Гурциев (Хадарцев, 68), Гиоргобиани (Кобесов, 68), Машуков (Д.Караев, 60) Сокол: Косаревский, З.Плиев, Забелин, Дудиев (Молодцов, 90), Гудков, Сериков, Сасин (Азаров, 77), Самко, Бабаев (Батырев, 63), Мальцев (Ивахнов, 90), Максименко (Морозов, 77) |              |           |       |                                      |

| 18 марта 2024 23-й тур | Акрон                                                            | 2:0 (1:0) | Сокол     | Жигулёвск                         |
| 3:30 PM | Понсе 41' · Палиенко 45+′ (пен.) · Анджелкович 53' · Данилин 74′ | [ 59 ]    | 41' Плиев | Стадион: «Кристалл» Зрителей: 612 |
| Акрон: Волков, Савичев, Анджелкович, Данилкин, Димоски (Конюхов, 79), Чудин, Палиенко (Килин, 64), Галоян (Пестряков, 90+), Данилин (Макаров, 79), Понсе, Глушков (Эльдарушев, 46) Сокол: Косаревский, Плиев, Забелин, Дудиев, Гудков, Сериков, Сасин (Козловский, 82), Мальцев (Батырев, 70), Самко (Азаров, 57), Бабаев (Ивахнов, 82), Максименко (Морозов, 70) |                                                                  |           |           |                                   |

| 30 марта 2024 25-й тур | СКА-Хабаровск                                   | 3:1 (3:0) | Сокол          | Санкт-Петербург                  |
| 12:00 PM | Мусалов 3′ · К. Никитин 23′ · Петров 43′ (пен.) | [ 60 ]    | 70′ Максименко | Стадион: «Кировец» Зрителей: 223 |
| СКА-Хабаровск: Сугробов, Корнюшин, Кожемякин, Рукас (Покидышев, 71), Мусалов (Бегун, 46), Коновалов, Подберёзкин (Савинов, 61), К. Никитин (А. Никитин, 46), Петров, Симонян (Шарль, 83), Гонгапшев Сокол: Косаревский, Молодцов, Евдокимов, Забелин, Гудков, Сериков (Леонтьев, 80), Мальцев (Батырев, 54), Сасин, Козловский (Самко, 62), Бабаев (Ивахнов, 80), Морозов (Максименко, 62) |                                                 |           |                |                                  |

| 7 апреля 2024 26-й тур | Сокол                                                      | 1:1 (0:0) | Родина                                       | Саратов                                                          |
| 1:00 PM | Забелин 28' · Дудиев 63' · Мальцев 82' · Крижан 75′ (авт.) | [ 61 ]    | 19' Марсиньо · 36' 53′ Клещенко · 41' Ориньо | Стадион: «Локомотив» Зрителей: 2030 Судья: Карпов (Петрозаводск) |
| Сокол: Косаревский, Плиев, Дудиев (Молодцов, 88), Сериков, Гудков, Толстопятов, Сасин (Самко, 80), Бабаев, Забелин, Мальцев, Максименко (Ивахнов, 88) Родина: Корякин, Клещенко, Марсиньо (Чернышёв, 60), Ориньо (Тананеев, 78), Крижан, Гордюшенко (Султонов, 78), Куликов (Дмитриев, 69), Фищенко, Юшин, Калмыков (Бакаев, 69), Тимошенко |                                                            |           |                                              |                                                                  |

| 14 апреля 2024 27-й тур | Сокол                   | 0:2 (0:2) | Торпедо (Москва)             | Саратов                                                                |
| 12:30 PM | З.Плиев 40' · Сасин 43' | [ 62 ]    | 6′ Стефанович · 16′ Горбунов | Стадион: «Локомотив» Зрителей: 3740 Судья: Абросимов (Санкт-Петербург) |
| Сокол: Косаревский, Гудков, Забелин, Толстопятов, З.Плиев (Батырев, 68), Дудиев (Молодцов, 80), Сериков (Ивахнов, 80), Азаров (Самко, 71), Сасин (Козловский, 80), Бабаев, Арт.Максименко Торпедо (Москва): Бабурин, Г.Шевченко, Бородин, Иваньков, Манелов, Москвичев (Костин, 84), Чурич, Шамкин (Кузьмичев, 84), Горбунов (Лебеденко, 78), Полоз (Тугарев, 61), Стефанович (Мелекесцев, 61) |                         |           |                              |                                                                        |

| 20 апреля 2024 28-й тур | Ленинградец                    | 0:2 (0:1) | Сокол                                 | Рощино                                                            |
| 3:00 PM | Шепелев 30' · Колесниченко 77' | [ 63 ]    | 20′ Мальцев · 55′ Азаров · 85' Гудков | Стадион: «Рощино Арена» Зрителей: 407 Судья: ЖАБЧЕНКО (Краснодар) |
| Ленинградец: Карабашев, Хитяев (А.Яковлев, 46), Калугин, Беляев, Каптилов, Суханов, Горелишвили, Шепелев (Казаков, 66), Колесниченко (С.Ильин, 88), Бачинский, Апеков (Жиронкин, 46) Сокол: Косаревский, Гудков, Дудиев (Молодцов, 75), З.Плиев, Сериков, Забелин, Мальцев, Батырев (Толстопятов, 66), Азаров (Козловский, 75), Бабаев (Абазов, 80), Артем Максименко (Морозов, 66) |                                |           |                                       |                                                                   |

| 24 апреля 2024 29-й тур | Сокол                         | 0:2 (0:2) | Енисей                                  | Саратов                                                                |
| 5:00 PM | Косаревский 16' · Батырев 59' | [ 64 ]    | 14′ Ломакин · 32′ Тихонов · 57' Мазурин | Стадион: «Локомотив» Зрителей: 2060 Судья: Аверьянов (Санкт-Петербург) |
| Сокол: Косаревский, Гудков, З.Плиев, Дудиев (Молодцов, 66), Сериков, Забелин, Мальцев (Батырев, 56), Азаров, Сасин (Самко, 75), Бабаев (Ивахнов, 75), Артем Максименко (В.Морозов, 66) Енисей: Ставер, Кичин, Хозин, Масловский, Бардыбахин, Ломакин (Саадуев, 87), Тихонов, Е.Иванов (Орлов, 87), Гащенков, Мазурин (Н.Марков, 71), Окладников (Савельев, 66) |                               |           |                                         |                                                                        |

| 28 апреля 2024 30-й тур | Шинник      | 1:0 (0:0) | Сокол                                               | Ярославль                                                 |
| 1:00 PM | Поляков 87′ | [ 65 ]    | 66' Сасин · 77' Батырев · 80' Азаров · 90+2' Гудков | Стадион: «Шинник» Зрителей: 1811 Судья: Соколов (Воронеж) |
| Шинник: Довбня, Котин, Загре, Валиахметов, Семёнов, Самойлов (Поляков, 71), Малахов (Рубцов, 86), Зинков, Алейников, Саусь, Андреев (Низамутдинов, 90) Сокол: Косаревский, Гудков, Дудиев, Толстопятов, Сериков, Забелин, Мальцев, Сасин (Батырев, 72), Азаров (Самко, 88), Бабаев (Козловский, 88), Артем Максименко (В.Морозов, 77) |             |           |                                                     |                                                           |

| 4 мая 2024 31-й тур | Химки                                                                  | 5:4 (2:1) | Сокол                                                                   | Химки                                                                 |
| 1:30 PM | Касимов 21′ 24′ · Д.Степанов 68′ · Мальцев 75′ (авт.) · Ал.Руденко 77′ | [ 66 ]    | 16′ Козловский · 23' Молодцов · 64′ Мальцев · 82′ Самко · 88′ В.Морозов | Стадион: Арена Химки» Зрителей: 1340 Судья: Зияков (Набережные Челны) |
| Химки: Митрюшкин, Голубович, Д.Степанов, Терехов (Исаенко, 66), Варатынов, Юзепчук, Абуллахи (Б.Магомедов, 46), Касимов (Журавлев, 56), Нетфуллин, Хосонов (Ал.Руденко, 56), А.Корян (Садыгов, 74) Сокол: Косаревский, З.Плиев, Молодцов, Сериков (В.Морозов, 72), Толстопятов (Самко, 39), Абазов, Азаров (Бабаев, 39), Козловский (Сасин, 58), Забелин, Артем Максименко (Ивахнов, 72) |                                                                        |           |                                                                         |                                                                       |

| 8 мая 2024 24-й тур | Сокол                      | 0:0 (0:0) | Черноморец | Саратов                                                            |
| 5:00 PM | Сериков 70' · Абазов 90+3' | [ 67 ]    | 55' Енин   | Стадион: «Локомотив» Зрителей: 2020 Судья: Ю.Карпов (Петрозаводск) |
| Сокол: Косаревский, Абазов, Забелин, Плиев, Дудиев (Молодцов, 79), Сериков, Мальцев, Азаров (Бабаев, 63), Сасин (Козловский, 69), Самко (Ивахнов, 79), Максименко (Морозов, 69) Черноморец: Д.Фролкин, Гараев, Денис Фомин, Чичинадзе, Воропаев (Безчаснюк, 76), Будагян (Яковлев, 46, Антонов, 68), Енин, З.Магомедов, Родионов (Адаев, 80), Уридия (Зазвонкин, 76), Гурченко |                            |           |            |                                                                    |

| 12 мая 2024 32-й тур | Сокол                                                         | 2:1 (2:1) | Тюмень                                   | Саратов                                                    |
| 3:00 PM | Арт.Максименко 6′ · Сасин 38′ · Забелин 71' · В.Морозов 90+1' | [ 68 ]    | 32′ Порохов · 37' Порохов · 87' Печенкин | Стадион: «Локомотив» Зрителей: 1060 Судья: Панин (Дмитров) |
| Сокол: Косаревский, Сериков, Молодцов, З.Плиев, А.Абазов (Гудков, 73), Забелин, Мальцев, Азаров (Бабаев, 64), Сасин (Козловский, 73), Самко, Арт.Максименко (В.Морозов, 84) Тюмень: Любаков, Печенкин, Насыров (Татаринов, 79), Синяк (Москаленчик, 61), Коротаев, Самойлов (Дружинин, 69), Болотов, Байтуков (Михаил Петров, 46), Порохов, Вит.Шитов, Маркелов (Бем, 61) |                                                               |           |                                          |                                                            |

| 20 мая 2024 33-й тур | Сокол                | 1:0 (0:0) | Волгарь                   | Саратов                                                         |
| 5:00 PM | Артем Максименко 48′ | [ 69 ]    | 28' Шляков · 90+1' Кротов | Стадион: «Локомотив» Зрителей: 3420 Судья: Сельдяков (Балашиха) |
| Сокол: Косаревский, Гудков, З.Плиев, Дудиев (Молодцов, 78), Сериков, Забелин, Мальцев, Азаров (Бабаев, 74), Сасин (Козловский, 78), Самко (Евдокимов, 87), Артем Максименко (Ивахнов, 87) Волгарь: О.Смирнов, Хомуха, Шайхтдинов, Гилязетдинов (Ушатов, 67), Шляков, Обивалин, Атабаев (Жамалетдинов, 75), Павлишин (Полубояринов, 67), Кленкин (Лесников, 60), Косарев (Ткачук, 46), В.Кротов |                      |           |                           |                                                                 |

| 25 мая 2024 34-й тур | КАМАЗ                                                      | 1:2 (0:0) | Сокол                                | Набережные Челны                                             |
| 12:00 PM | Горелов 45+1' · Мануйлов 58' · Аюкин 89' · Почивалин 90+4′ | [ 70 ]    | 33' Азаров · 50′ Мальцев · 71′ Сасин | Стадион: «КАМАЗ» Зрителей: 1615 Судья: Карпов (Петрозаводск) |
| КАМАЗ: Анисимов, Мануйлов (Почивалин, 78), Защепкин, Аюкин, Дм.Иванов (Ратников, 59), Полюткин, Фартуна (Абдуллаев, 59), Горелов (Ю.Кириллов, 59), Родин, Куль, Стародуб (Таликин, 70) Сокол: Косаревский, Сериков, Гудков, З.Плиев, Дудиев (Молодцов, 59), Забелин, Мальцев (Леонтьев, 90), Азаров (Бабаев, 46), Сасин (А.Абазов, 76), Самко (Козловский, 76), Арт.Максименко |                                                            |           |                                      |                                                              |

## Кубок России
| 27 сентября 2023 4-й раунд | СКА-Хабаровск            | 1:1 (1:1), по пен. 4:2 | Сокол                                   | Хабаровск                                    |
| 11:30 AM | Шарль, 40. Шарль, гол 44 | [ 71 ]                 | Ежков, гол 25 Евдокимов, 63. Караев, 71 | Стадион: Стадион имени Ленина Зрителей: 1243 |
| СКА-Хабаровск: Сугробов, Стародуб, Быков, Т.Рукас, Сосранов, Петров, Подберезкин (Никифоров, 60), Шарль (Корнюшин, 58), Гонгапшев, Кутовой (Чавара, 46), Шипунов (Кравцов, 74) Сокол: Федоров, Озманов (Караев, 46), Евдокимов, Маньков, Гудков, Казанцев, Мальцев (Югалдин, 73), Козловский, Югалдин, Ежков, Турсунов (Морозов, 66) |                          |                        |                                         |                                              |